# 苏州市域铁路S2B线
苏州市域铁路S2B线是苏州市一条规划中的轨道交通线路。本线经吴江站往东与上海轨道交通17号线在青浦相连接。